# Psychrophrynella bagrecito
Phrynopus bagrecitoi es una especie de anfibio anuro de la familia Strabomantidae. Se encuentra en Perú. Se encuentra amenazada de extinción por la pérdida de su hábitat natural.